# Wingerode
Wingerode település Németországban, azon belül Türingiában. Lakosainak száma 1114 fő (2023. december 31.).

## Népesség
A település népességének változása:
| Lakosok száma | 1177 | 1174 | 1172 | 1147 | 1114 |
|               | 2017 | 2019 | 2021 | 2022 | 2023 |